# Yin (kejsarinna)
Yin, född okänt år, död 102, var en kinesisk kejsarinna, gift med kejsar Han Hedi. 
Hon beskrivs som vacker, kortväxt, klumpig och högfärdig. Hon var rival till kejsarens favorit, konkubinen Deng, och ska en gång ha sagt att om hon levde tills hon blev änkekejsarinna, skulle hon mörda Deng och hennes klan. År 102 åtalades hon och hennes farmor för att använda trolldom mot Deng. Hennes farmor, farbröder och bror dog under tortyr, hennes far begick självmord, och hon blev avsatt. 